# 费利切·莱纳尔东
费利切·莱纳尔东（義大利語：Felice Lenardon，？—），意大利男子田径运动员。他曾代表意大利参加1960年夏季残疾人奥林匹克运动会田径比赛，获得一枚金牌、三枚银牌和一枚铜牌。